# Louis Fricke
Louis Fricke (* vor 1883; † nach 1912) war ein deutscher Berufsfotograf  in Herford und Salzuflen, der mit dem Titel eines Hoffotografen ausgezeichnet wurde.

## Bekannte Ateliers

Heinrich Wefing, fotografiert von Louis Fricke

- ab circa 1883 in Herford im Haus Bäckerstraße 677[1]
- um 1900 in Herford im Haus Bäckerstraße 22[1]

sowie parallel zum Atelier in Herford
- ab circa 1905 in Salzuflen an der Bahnhofstraße, „vis-a-vis der Post“[1]
- ab circa 1907 in Salzuflen an der Straße Am Gradierwerk[1]

## Bekannte Werke
- um 1904: Carte de visite mit dem Porträt von Heinrich Wefing
- um 1905/1906: Carte de visite mit dem Porträt von Karl Heldmann, Bürgermeister von Bad Salzuflen (1900–1906) und Eckernförde (1906–1914) (Exemplar im Stadtarchiv Eckernförde)
- 1912: Ansichtskarte Fernfahrt des Luftschiffs Hansa von Friedrichshaven nach Hamburg am 3. VIII. 12 / Die Hansa über Herford (Exemplar im Archiv des Herforder Kreisblatts[3]) sowie weitere Fotos des LZ 13 im Archiv des Herforder Geschichtsvereins (deponiert im Kommunalarchiv Herford)[2]
- 1912: Landung der Hansa bei Minden[2]